# 나카니시 기요오키
나카니시 기요오키(일본어: 中西 清起, 1962년 4월 26일 ~ )는 일본의 전 프로 야구 선수이자 야구 지도자, 야구 해설가·평론가이다.
별명은 미즈시마 신지의 만화 《규도 군》(球道くん)의 주인공 ‘나카니시 규도’와 똑같은 ‘규도 군’이라고 불렸다.

## 인물

### 선수 시절
고치 시립 고치 상업고등학교 시절 고시엔 대회를 1학년 하계, 2·3학년 춘계, 3학년 하계 대회 등 모두 4차례나 출전했고 1학년 때 하계 대회에서는 대기 투수로서 2학년까지는 외야수와 투수의 겸임으로 출전했다. 3학년 때 춘계 선발 대회에서는 에이스로서 결승전 상대이자 이토 아키미쓰가 소속된 데이쿄 고등학교를 누르고 팀 우승을 이끌었다.
고교 졸업 후 사회인 야구팀을 거쳐 1983년 프로 야구 드래프트 회의에서 한신 타이거스로부터 1순위 지명을 받고 입단, 등번호는 고바야시 시게루가 착용했던 19번으로 배정되었다. 프로 1년차부터 구원 투수로서 활약하여 2년차인 1985년에는 야마모토 가즈유키와 함께 계투진을 형성하는 등 11승 19세이브라는 좋은 성적을 남겨 팀의 리그 우승에 큰 기여를 했다. 리그 우승을 결정짓는 10월 16일 야쿠르트 스왈로스전에서는 마무리 투수로서 등판, 야쿠르트 타선을 완벽하게 막아냈고 마지막 타자인 스미 후지오를 투수 앞 땅볼로 처리하면서 리그 우승에 기여함과 동시에 최우수 구원 투수 타이틀을 차지했다.
1989년 시즌 도중에는 선발 투수로 전향해 10승 5세이브를 기록했고 1990년에는 개막전 선발 투수로서 완봉 승리를 거두었다. 1996년에는 13년 간의 현역 생활을 은퇴했다.

### 그 후
1997년부터 2003년까지 아사히 방송과 닛칸 스포츠의 야구 해설위원을 맡았고 오카다 아키노부가 감독으로 취임한 2004년부터 8년 만에 1군 투수 코치로서 한신에 복귀했다. 고치 상업고등학교의 후배인 후지카와 규지를 지도하면서 2004년에 후지카와가 중간 계투로 전향할 당시 나카니시의 조언이 결정적인 계기가 되었다고 한다.
코치로서는 불펜 담당으로서 ‘JFK’(제프 윌리엄스, 후지카와 규지, 구보타 도모유키의 영문 이니셜)에 가세해 사지키하라 마사시, 하시모토 겐타로, 에구사 히로타카 등으로 구성된 계투진을 손가락에 의한 ‘SHE’라고 표현하여 구원 투수진을 정비하는 등 큰 성과를 남겼다. 이같은 코치로서의 높은 평가를 받으면서 2군의 투수진을 강화하기 위해 2009년부터 2012년까지 2군 투수 코치를 맡았고 2013년부터는 다시 1군 투수 코치로 부임, 이듬해 2014년에는 클라이맥스 시리즈 우승과 일본 시리즈 진출에 기여했다. 2015년에는 팀 평균 자책점과 실점이 리그 5위로 떨어지면서 침체를 겪었고 그해 10월 15일에는 구단측으로부터 다음 시즌의 계약을 맺지 않겠다는 통보를 받고 퇴단했다.

## 플레이 스타일
평균 구속은 130km/h전반, 최고 속도도 143km/h와 마무리 투수로서는 그다지 직구의 스피드가 없었지만 슬로우 커브, 슬라이더, 슈트, 팜볼 등을 여러 가지 사용해 직구를 빠르게 보이는 기술로 치게 해서 잡는 투구 방법으로 활약했다. 그러나 부진으로 인해 1986년 이후에는 지금까지 2점 대를 유지하고 있었던 평균자책점이 3점대 후반, 4점 대로 내려갔고 최종적으로는 현역 은퇴까지 2점 대에 되돌릴 수 없었다.

## 에피소드
- 익살스러운 성격과 ‘주당’으로도 알려져 있다.
- 현역 시절 나카니시, 히라타 가쓰오, 기도 가쓰히코 등 이들 3명을 통틀어 ‘NHK 트리오’(NHKトリオ)라고 불리기도 했다.

## 상세 정보

### 출신 학교
- 고치 시립 고치 상업고등학교

### 선수 경력
사회인 시대
- 릿카 미싱

프로팀 경력
- 한신 타이거스(1984년 ~ 1996년)

### 지도자·기타 경력
- 아사히 방송, 닛칸 스포츠 야구 해설자(1997년 ~ 2003년)
- 한신 타이거스 1군 투수 코치(2004년 ~ 2008년, 2013년 ~ 2015년)
- 한신 타이거스 2군 투수 코치(2009년 ~ 2012년)

### 수상·타이틀 경력

#### 타이틀
- 최우수 구원 투수 : 1회(1985년)

#### 수상
- 파이어맨상 : 1회(1985년)

### 개인 기록

#### 첫 기록
- 첫 등판 : 1984년 6월 3일, 대 요코하마 다이요 웨일스 11차전(한신 고시엔 구장), 6회초부터 3번째 투수로서 구원 등판, 1/3이닝 4실점
- 첫 선발 등판 : 1984년 6월 6일, 대 야쿠르트 스왈로스 10차전(한신 고시엔 구장), 5이닝 2실점에서 패전 투수
- 첫 승리·첫 선발 승리 : 1984년 6월 30일, 대 요미우리 자이언츠 16차전(고라쿠엔 구장), 5이닝 2실점
- 첫 세이브 : 1985년 4월 17일, 대 요미우리 자이언츠 2차전(한신 고시엔 구장), 9회초 무사에서 3번째 투수로서 구원 등판·마무리, 1이닝 무실점 ※백스크린 3연발 경기에서
- 첫 완투 승리 : 1988년 10월 8일, 대 야쿠르트 스왈로스 23차전(한신 고시엔 구장), 9이닝 1실점
- 첫 완봉 : 1989년 6월 27일, 대 주니치 드래곤스 9차전(나고야 구장)

#### 기타
- 올스타전 출장 : 2회(1987년, 1988년)

### 등번호
- 19(1984년 ~ 1996년)
- 71(2004년 ~ 2015년)

### 연도별 투수 성적
| 연 도       | 소 속       | 등 판 | 선 발 | 완 투 | 완 봉 | 무 4 구 | 승 리 | 패 전 | 세 이 브 | 홀 드 | 승 률 | 타 자 | 이 닝 | 피 안 타 | 피 홈 런 | 볼 넷 | 고 4 | 몸 맞 | 탈 삼 진 | 폭 투 | 보 크 | 실 점 | 자 책 점 | 평 자 책 | W H I P |
| ----------- | ----------- | ----- | ----- | ----- | ----- | ------- | ----- | ----- | -------- | ----- | ----- | ----- | ----- | -------- | -------- | ----- | ---- | ----- | -------- | ----- | ----- | ----- | -------- | -------- | ------- |
| 1984년      | 한신        | 33    | 9     | 0     | 0     | 0       | 1     | 6     | 0        | --    | .143  | 304   | 67.1  | 79       | 10       | 31    | 4    | 0     | 50       | 3     | 0     | 44    | 40       | 5.35     | 1.63    |
| 1985년      | 한신        | 63    | 0     | 0     | 0     | 0       | 11    | 3     | 19       | --    | .786  | 445   | 107.2 | 92       | 10       | 31    | 7    | 4     | 83       | 3     | 0     | 38    | 32       | 2.67     | 1.14    |
| 1986년      | 한신        | 61    | 0     | 0     | 0     | 0       | 8     | 9     | 5        | --    | .471  | 387   | 95.0  | 86       | 9        | 20    | 6    | 3     | 73       | 1     | 0     | 38    | 31       | 2.94     | 1.12    |
| 1987년      | 한신        | 61    | 0     | 0     | 0     | 0       | 6     | 8     | 14       | --    | .429  | 439   | 103.2 | 105      | 15       | 29    | 8    | 5     | 56       | 5     | 0     | 52    | 45       | 3.91     | 1.29    |
| 1988년      | 한신        | 46    | 2     | 1     | 0     | 0       | 8     | 9     | 15       | --    | .471  | 391   | 91.0  | 91       | 10       | 26    | 3    | 6     | 54       | 3     | 0     | 49    | 45       | 4.45     | 1.29    |
| 1989년      | 한신        | 34    | 18    | 7     | 3     | 0       | 10    | 10    | 5        | --    | .500  | 608   | 139.2 | 156      | 14       | 36    | 6    | 7     | 74       | 4     | 0     | 67    | 62       | 4.00     | 1.37    |
| 1990년      | 한신        | 17    | 14    | 4     | 2     | 1       | 5     | 6     | 0        | --    | .455  | 405   | 89.2  | 117      | 10       | 25    | 1    | 4     | 50       | 1     | 0     | 52    | 49       | 4.92     | 1.58    |
| 1991년      | 한신        | 16    | 8     | 0     | 0     | 0       | 2     | 4     | 0        | --    | .333  | 236   | 50.1  | 70       | 3        | 13    | 0    | 2     | 18       | 2     | 0     | 47    | 42       | 7.51     | 1.65    |
| 1992년      | 한신        | 31    | 1     | 0     | 0     | 0       | 2     | 5     | 3        | --    | .286  | 188   | 39.2  | 46       | 5        | 18    | 6    | 4     | 32       | 1     | 0     | 24    | 21       | 4.76     | 1.61    |
| 1993년      | 한신        | 33    | 10    | 0     | 0     | 0       | 3     | 3     | 11       | --    | .500  | 357   | 82.0  | 103      | 6        | 12    | 2    | 5     | 54       | 1     | 0     | 37    | 33       | 3.62     | 1.40    |
| 1994년      | 한신        | 46    | 3     | 0     | 0     | 0       | 3     | 9     | 3        | --    | .250  | 335   | 79.0  | 79       | 3        | 22    | 7    | 3     | 57       | 1     | 0     | 32    | 29       | 3.30     | 1.28    |
| 1995년      | 한신        | 33    | 1     | 0     | 0     | 0       | 4     | 2     | 0        | --    | .667  | 170   | 38.0  | 48       | 6        | 12    | 4    | 1     | 29       | 0     | 0     | 28    | 28       | 6.63     | 1.58    |
| 1996년      | 한신        | 3     | 1     | 0     | 0     | 0       | 0     | 0     | 0        | --    | ----  | 16    | 3.2   | 5        | 2        | 0     | 0    | 0     | 3        | 0     | 0     | 4     | 4        | 9.82     | 1.36    |
| 통산 : 13년 | 통산 : 13년 | 477   | 67    | 12    | 5     | 1       | 63    | 74    | 75       | --    | .460  | 4281  | 986.2 | 1077     | 103      | 275   | 54   | 44    | 633      | 25    | 0     | 512   | 461      | 4.21     | 1.37    |

- 굵은 글씨는 시즌 최고 성적.